# Lutherkirche (Meißen)

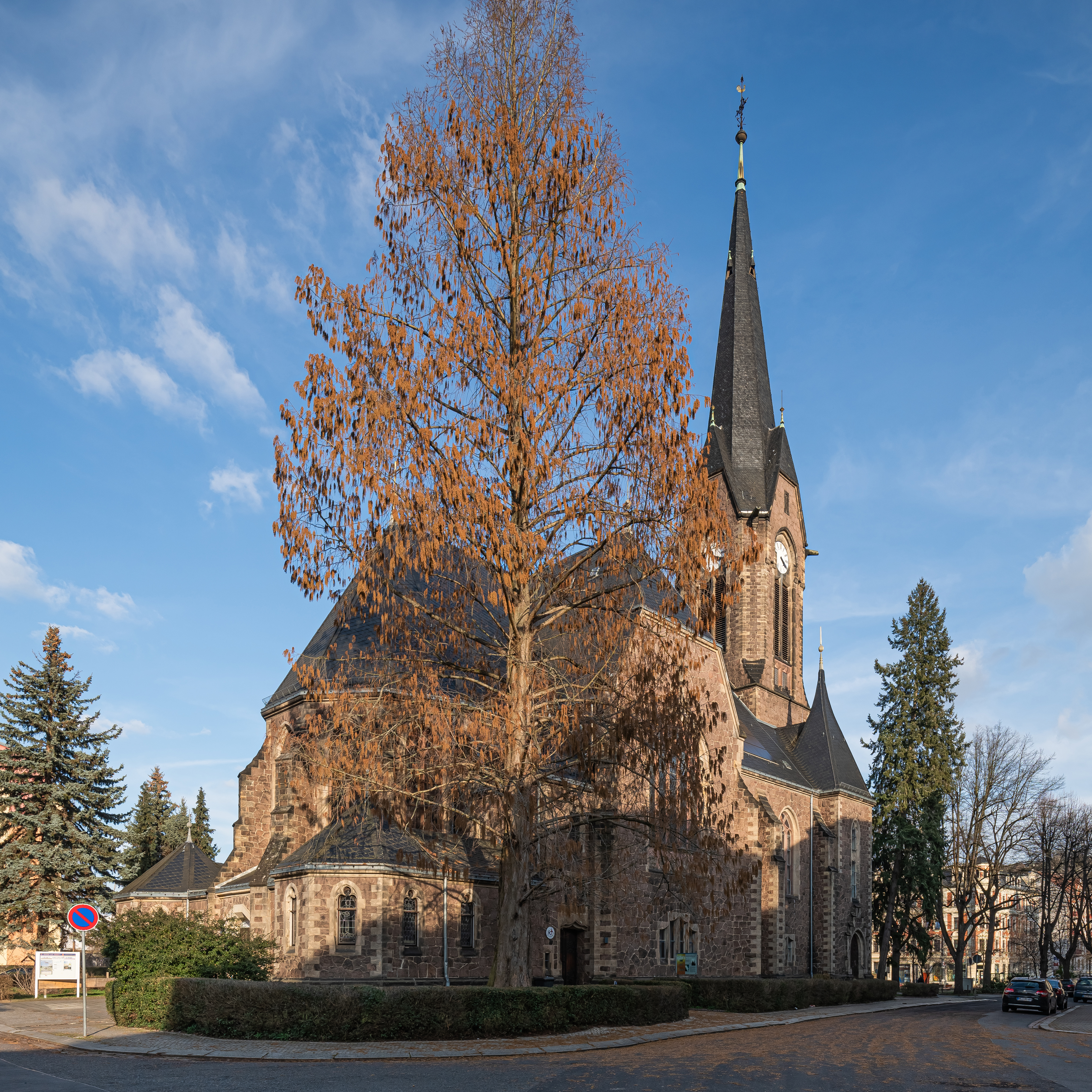
Lutherkirche (Meißen)

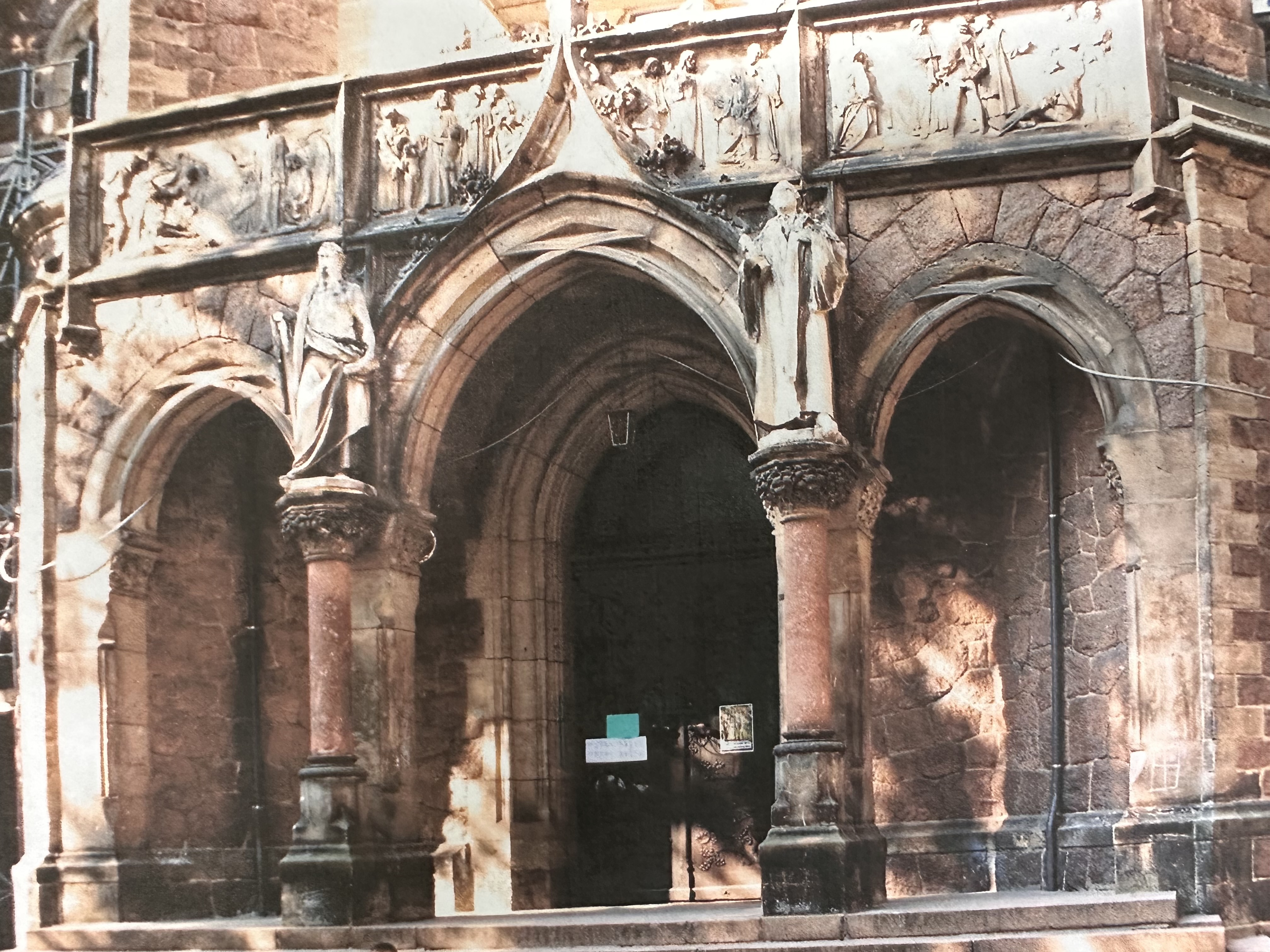
Portal

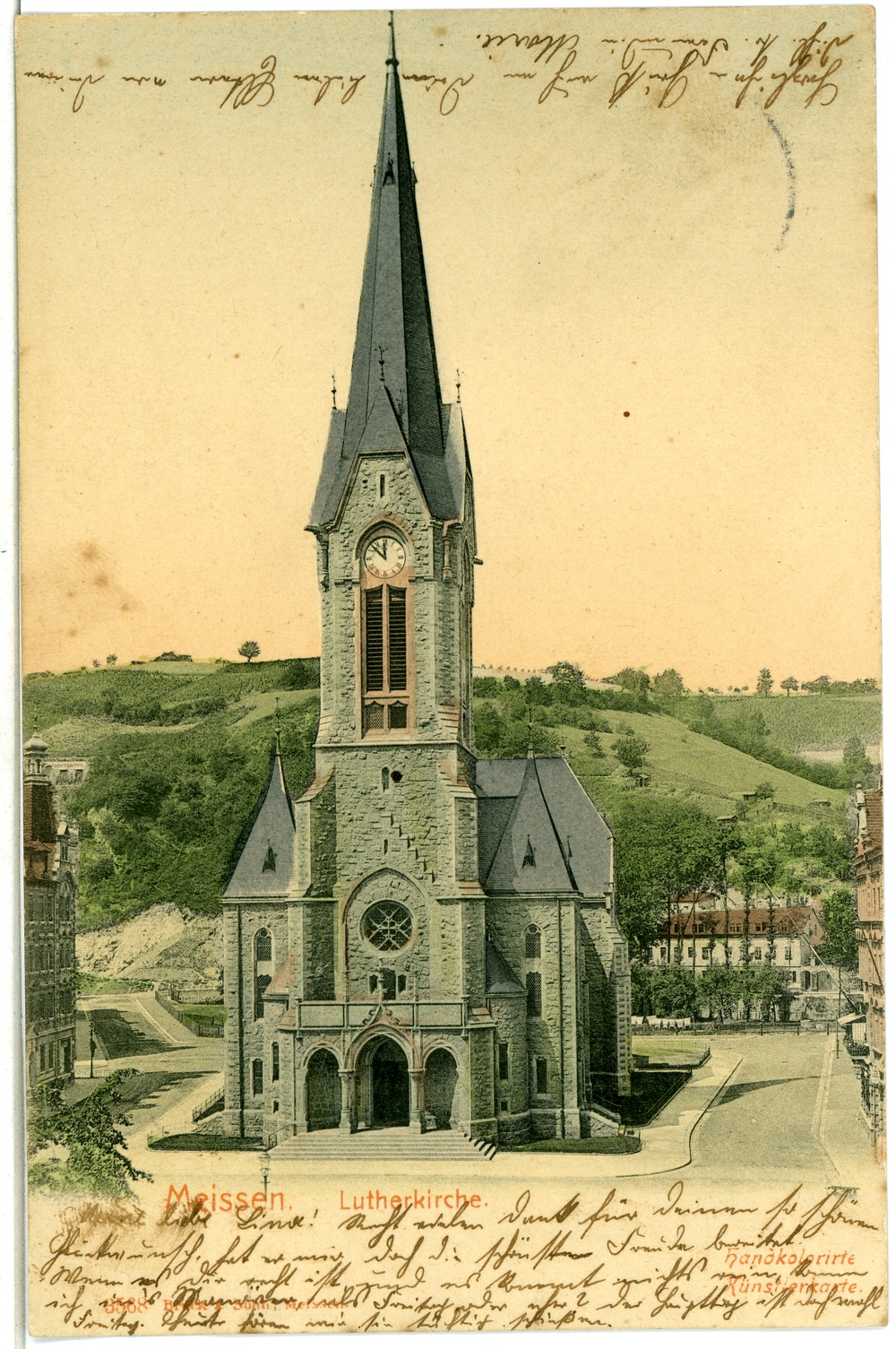
Historische Ansicht von 1903

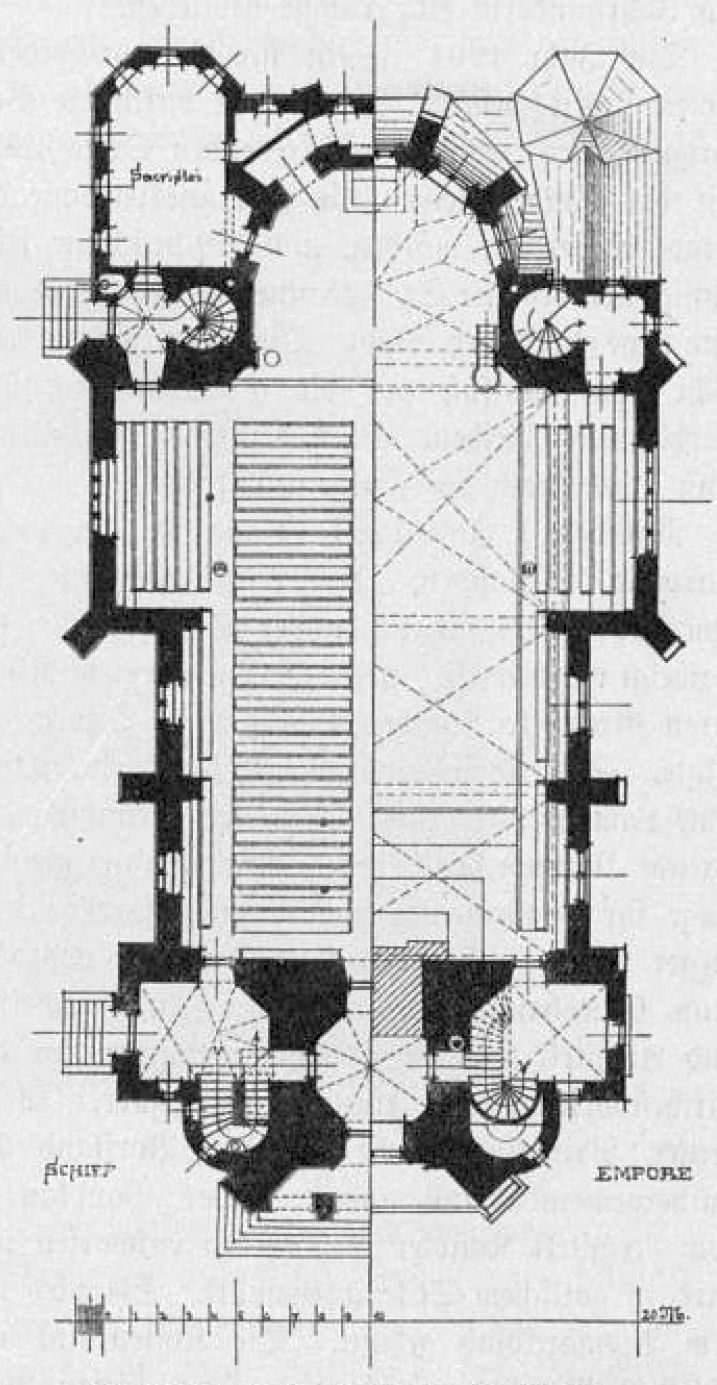
Grundriss

Die evangelische Lutherkirche ist eine neugotische Hallenkirche im Stadtteil Triebischtal von Meißen in Sachsen. Sie gehört zum Pfarrbereich St. Afra in Meißen im Kirchenbezirk Meißen-Großenhain der Evangelisch-Lutherischen Landeskirche Sachsens.

## Geschichte und Architektur
Die Lutherkirche wurde in den Jahren 1901 bis 1904 nach Plänen von Woldemar Kandler als Hallenkirche in spätgotischen Formen erbaut. In den Jahren 1974 bis 1986 wurde die Kirche zu einem Gemeindezentrum umgebaut, wobei eine Trennwand quer durch den Kirchenraum eingezogen wurde. Die Chorseite wurde durch Einziehen einer Zwischendecke in Höhe der Emporen in zwei Geschosse unterteilt. Die Orgel wurde vor die Trennwand verschoben. Eine Eingangshalle wurde am ursprünglichen Altarplatz geschaffen. Der abgeteilte Bereich auf der  Turmseite blieb ungenutzt. Beim Umbau wurden die Ausstattung und das Material wiederverwendet. Auf der Südseite des Kirchendaches wurde eine Photovoltaikanlage zur Stromerzeugung angebracht.
Das Bauwerk wurde aus großteiligem Bruchsteinmauerwerk, einheimischem Granit, Postelwitzer Sandstein und Rochlitzer Porphyr als Hallenkirche mit Querarm und eingezogenem Chor mit Fünfachtelschluss erbaut. Das Innere wird durch Maßwerkfenster erhellt und durch spitzbogige Portale erschlossen. Zu beiden Seiten des Chores sind Anbauten errichtet. Der quadratische Turm ist im Südwesten in die Giebelfront eingestellt und wird von niedrigen Seitentürmen und runden Treppentürmen flankiert. Er ist über dem Dachfirst verjüngt und endet in einem hohen Spitzhelm.
Das Bauwerk ist im Innern kreuzgratgewölbt, der Chor mit Zellengewölbe versehen. Der ungenutzte Teil der Kirche enthält noch die originale Ausmalung mit Blütendekor im Jugendstil. Im Erdgeschoss des neugestalteten Gemeindezentrums sind die Taufkapelle und Gemeinderäume untergebracht. Im Obergeschoss ist ein Andachtsraum mit den ursprünglichen Chorfenstern des Glasmalers Bruno Urban eingerichtet, die Szenen aus der Bibel zeigen; die Fenster des Querarms sind mit ornamentaler Verglasung versehen.
Der Portalschmuck wurde durch Friedrich Hecht (Sandsteinreliefs) und Adolf Rehm (Skulpturen des Apostels Paulus und Martin Luthers), beide Bildhauer aus Dresden, geschaffen. Die Reliefs stellen von links nach rechts dar: Christus als Kinderfreund, Christus als Freund der Mühseligen und Beladenen, Pauli Bekehrung, Luthers Thesenanschlag. Das fast zwei Meter hohe Gipsmodell, das als Vorlage für die Fertigung der Lutherskulptur diente, wurde 1932 als Geschenk des Bildhauers an die Kirchengemeinde in der Brauthalle der Heilig-Geist-Kirche in Dresden-Blasewitz aufgestellt.

## Orgel
Die Orgel ist ein Werk von Friedrich Nikolaus Jahn aus dem Jahr 1845 mit heute 24 Registern auf zwei Manualen und Pedal, das im Jahr 1989 aus der Schlosskapelle Waldheim hierher versetzt wurde. Dabei wurde der Orgelprospekt der Jehmlich-Orgel in neugotischen und Jugendstil-Formen aus dem Jahr 1904 wieder verwendet. Karl May spielte diese Orgel während seiner Haftzeit bei Gottesdiensten im Waldheimer Gefängnis.

## Geläut
Das Geläut besteht aus drei Eisenhartgussglocken, der Glockenstuhl ist aus Stahl und die Glockenjoche sind aus Stahlguss gefertigt.
Im Folgenden eine Datenübersicht des Geläutes:
| Nr. | Gussdatum | Gießer                               | Material      | Durchmesser | Masse   | Schlagton |
| --- | --------- | ------------------------------------ | ------------- | ----------- | ------- | --------- |
| 1   | 1954      | Glockengießerei Schilling&Lattermann | Eisenhartguss | 1450 mm     | 1300 kg | f′        |
| 2   | 1954      | Glockengießerei Schilling&Lattermann | Eisenhartguss | 1150 mm     | 700 kg  | as′       |
| 3   | 1954      | Glockengießerei Schilling&Lattermann | Eisenhartguss | 1000 mm     | 500 kg  | b′        |